# Medicosma forsteri
Medicosma forsteri är en vinruteväxtart som beskrevs av Thomas Gordon Hartley. Medicosma forsteri ingår i släktet Medicosma och familjen vinruteväxter. Inga underarter finns listade i Catalogue of Life.